# Tylos granuliferus
Tylos granuliferus là một loài chân đều trong họ Tylidae. Loài này được Budde-Lund miêu tả khoa học năm 1885.